# Aledo (Hiszpania)
Aledo – gmina w Hiszpanii, w prowincji Murcja, w Murcji, o powierzchni 49,74 km². W 2011 roku gmina liczyła 1025 mieszkańców.